# 董襲
董襲（?—213年或為217年），字元世，或字元岱，或字玄岱，揚州會稽餘姚（今浙江余姚）人，東漢末年群雄孫策麾下將領；是江東十二虎臣之一。歷任别部司马、扬武都尉、威越校尉，最後官至偏将军。

## 生平

### 隨主征伐
孫策入駐會稽郡，董襲在高迁亭迎接孫策，孫策见他容貌甚為奇伟。正值山阴贼領黄龙罗、周勃聚集数千人叛亂，孫策親自出兵討伐，董襲隨孫策鎮壓叛亂，董襲成功手刃斬殺黄龙罗、周勃二人賊將，因戰功而拜為别部司马，增其数千兵，升為扬武都尉。後跟隨孫策征伐刘勋於寻阳、上繚、皖參與了孫策攻劉勳盧江皖城之戰，之後攻擊黄祖於江夏沙羨縣亦有參與沙羨之戰。

### 誓保江東
建安五年（200年），孫策遇刺身亡，其弟孫权繼位，但孫权年少，孫权之母吳夫人擔心他不能成事，引见张昭、董袭等人，问江东是否保障，董袭回答她：「江东地势，有三江之固，而讨逆明府，恩德在民。讨虏承基，大小用命，张昭秉众事，袭等为爪牙，此地利人和之时也，万无所忧。（江東的地勢有長江的天險(易守難攻)，而英明的討逆將軍(孫策)，其恩德廣施於百姓。今天討虜將軍(孫權)承繼這樣的基業，上下人等都願意為其效命，平常的各種行政事務有張昭負責、而在用兵打仗的方面則由我董襲等人來指揮，這就是有著地利及人和的時勢了(意指只欠天時)，還請國太萬萬不要憂慮。）」眾人皆應同。
後鄱阳贼彭虎等聚集数万人叛離，董袭与凌统、步骘、蒋钦各分兵讨伐。董袭所向披靡，彭虎等人望见其旌旗便逃走，十日後亂事平息，他被拜為威越校尉，後迁為偏将军。

### 斷船之功
建安十三年（208年），孫权西征黄祖，參與江夏之戰，黄祖將两首蒙衝打横阻塞沔口，在兩面大石上聚集數千人，弓弩亂發，箭如雨下，孫军不得向前。董袭与凌统各率百人死士為前部，眾人身披著两層鎧甲，乘著大舸船衝入蒙衝裡，董袭取刀斬断開两首蒙冲之間的聯結繩索，孫權軍才得以長驅直入。黃祖开门逃走，孫軍一路追殺。明日孫權設宴，孫权举杯讚董袭：「今日之会，断绁之功也。（今日能有此宴會，都是將軍斬斷敵船連結的功勞。）」同年冬，赤壁之戰於柴桑防守。

### 壯烈之節
曹操南征濡須口，董袭跟隨孫权解救，參與濡須之戰，並命董袭率五楼船前住濡须口。至夜深時，暴风狂襲，五楼船倾覆，眾將士乘走舸逃走，請董袭一起逃出。但董袭反駁怒斥曰：「受將軍任，在此备贼，何等委去也，敢复言此者斩！（我受主公重任是指揮軍隊於此處防備賊兵，怎能不貫徹君命拋棄任務不顧而逃，有人敢再說要逃走的立刻斬首！）」於是無人敢再進言。最後五楼船果然倾覆，董袭浸死，孫权改服致喪，厚待其家人。

## 特徵
董袭身高八尺（184cm），武力过人，有志节，對人慷慨。極之忠於孫家。

## 評價
《三國志》评曰:「凡此诸将，皆江表之虎臣，孙氏之所厚待也。以潘璋之不脩，权能忘过记功，其保据东南，宜哉！」
謝承：「襲慷慨志節、武毅英烈。」（裴松之注引其《後漢書》）

## 延伸阅读
[在维基数据编辑]
 《三國志·卷55》，出自陳壽《三國志》